# Жинеста
Жинеста (фр. Ginestas) насеље је и општина у јужној Француској у региону Лангдок-Русијон, у департману Од која припада префектури Нарбон.
По подацима из 2011. године у општини је живело 1362 становника, а густина насељености је износила 143,37 становника/km². Општина се простире на површини од 9,50 km². Налази се на средњој надморској висини од 50 метара (максималној 115 m, а минималној 30 m).

## Демографија
| 1962. | 1968. | 1975. | 1982. | 1990. | 1999. | 2011. |
| ----- | ----- | ----- | ----- | ----- | ----- | ----- |
| 879   | 981   | 769   | 740   | 887   | 1.059 | 1.362 |

График промене броја становника у току последњих година